# Кванджу (Кёнгидо)
Кванджу́ (кор. 광주시?, 廣州市?) — город в провинции Кёнгидо, Южная Корея. Название города, записанное на ханча, идентично китайскому городу Гуанчжоу. Город не следует путать с одноимённым городом-метрополией Кванджу, бывшей столицей провинции (Чолла-Намдо).
Местечко Пунвонни в Кванджу является одним из центров керамического производства в стране начиная с эпохи Чосон. Здесь производилась значительная часть белого фарфора страны. Существовали каналы экспортных поставок в Китай. Мастера Пунвонни были официальными поставщиками белого фарфора для королевского двора Кореи.

## История
В 370 году Кванджу (тогда называвшийся Ханам Виресон) стал столицей древнего царства Пэкче и оставался ею на протяжении 376 лет. В 940 году получил современное название. В 1577 году Кванджу получил административный статус «бу» и включал 23 района. Статус уезда (кун или гун) был получен в 1907 году. В 1626 году в городе был построен форт Намхансон. В марте 2001 года получил статус города (си).

## География
Кванджу является городом-спутником Сеула. Расположен в холмистой местности в центре страны.

## Административное деление
Кванджу административно делится на 3 ып, 4 мён и 3 тон:
| Район       | Хангыль | Площадь, км² | Население, чел | Внутреннее деление |
| ----------- | ------- | ------------ | -------------- | ------------------ |
| Опхоып      | 오포읍  | 46,91        | 52 616         | 7 ри               |
| Сильчхонып  | 실촌읍  | 76,18        | 23 166         | 16 ри              |
| Чховорып    | 초월읍  | 55,9         | 34 242         | 12 ри              |
| Намджонмён  | 남종면  | 48,6         | 1 888          | 7 ри               |
| Точхокмён   | 도척면  | 52,2         | 8 643          | 8 ри               |
| Тхвечхонмён | 퇴촌면  | 60,8         | 9 223          | 10 ри              |
| Чунбумён    | 중부면  | 33,7         | 2 674          | 8 ри               |
| Кваннамдон  | 광남동  | 28,50        | 31 942         |                    |
| Кёнъандон   | 경안동  | 6,40         | 34 300         |                    |
| Сонджондон  | 송정동  | 21,87        | 34 560         |                    |

## Экономика
Один из центров корейской керамической промышленности. Также хорошо развито сельское хозяйство — животноводство и выращивание винограда, риса, томатов и персиков.

## Туризм и достопримечательности
- Форт Намхансон — главная достопримечательность Кванджу. Был построен в 1626 году (хотя на его месте существовал более древний форт построенный по меньшей мере в 672 году во времена династии Силла), сейчас открыт для туристов. Стены высотой 3-7,5 метров протянулись почти на 12 километров.[5]
- Храм Чонджинам. Здесь в XVIII веке был один из первых центров христианства в Корее.[6]
- Озеро Пальданхо — образовано после постройки плотины для местной электростанции. Превращено в курортное место — здесь расположено несколько гостиниц и ресторанов.[7]
- Кванджу известен своими изделиями из керамики. Здесь находится один из центров керамической промышленности Южной Кореи. Также регулярно проводится всемирная выставка керамики[8] и ежегодный сентябрьский фестиваль белой керамики (такая керамика поставлялась ко двору ванов династии Чосон).[9]
- Фестиваль томатов — томаты являются одним из основных продуктов местных фермеров. Площадь фестиваля — более 200 тыс. м². В программе дегустация томатов, ярмарка, различные соревнования для участников и зрителей фестиваля.[10]

## Международные связи
Международные контакты Кванджу налажены с несколькими иностранными городами:

### Города-побратимы
- Цзыбо, Китай — с 2003

### Дружественные города
- Шэньян, Китай — с 2003
- Дорноговь, Монголия — с 2004
- Батерст, Австралия — с 2004

## Символы
Как и остальные уезды и города в Южной Корее, Кванджу имеет ряд символов:
- Цветок: форзиция — способность этого цветка расти без какого-либо ухода олицетворяет упорство и целеустремлённость горожан.
- Дерево: гингко — олицетворяет процветание и устойчивый рост.
- Птица: ласточка — символизирует дружелюбие и усердие в труде.
- Животное: корова — олицетворяет силу духа, является символов богатства.
- Маскот: Грини (англ. Greeny) и Клини (англ. Cleany), олицетворяющие чистую природу города.

## Известные жители
- Чон Як Ён, учёный-энциклопедист.
- Ли Сын Хён, макнэ Big Bang.
- Чон Хосок, главный танцор BTS.
- Че Хёнвон, ведущий танцор и вокалист Monsta X.
- Чон Юнхо, главный танцор и вокалист ATEEZ.